# Arthur Evans
Arthur John Evans (Nash Mills, Inglaterra, 8 de julho de 1851 — Oxford, 11 de julho de 1941) foi um arqueólogo britânico. Evans é considerado o descobridor da cultura minóica. Era mais conhecido pela escavação e exploração do palácio minoico de Knossos no início do século XX em Creta.

## Vida
Arthur Evans era filho do arqueólogo britânico John Evans e de sua esposa Harriet Ann, filha de John Dickinson, o inventor da fabricação mecânica de papel e fundador da empresa John Dickinson & Co. Arthur Evans se casou com a filha do historiador Edward Freeman.
Evans se tornou diretor do Ashmolean Museum em Oxford em 1884, cargo que ocupou até 1908.
Em 1889, um viajante que negociava achados arqueológicos John Greville Chester, negociava uma pedra vermelha de selo de cornalina Evans reconheceu símbolos compostos por detalhes figurativos e objetos difíceis de identificar na pedra. Ele considerou signos anatólios - hititas ou hititas-sírios - do segundo milênio a.C., mas soube por Chester que a pedra do selo foi encontrada em Esparta. Evans comprou a pedra do selo. Quatro anos depois, ele recebeu várias cópias de pedras de selo semelhantes de Atenas da ilha de Creta. Evans recorreu a Adolf Furtwängler e recebeu dele várias impressões de selos com a mesma escrita pictórica, cuja origem também era Creta. Evans também teve o conhecimento de uma gema de dois lados com hieróglifos semelhantes de Creta, que estava na posse de Archibald Henry Sayce.
Entusiasmado com a descoberta de Tróia por Heinrich Schliemann e inspirado pela teoria de Arthur Milchhoefer de uma alta cultura da Idade do Bronze, Evans viajou para Creta em março de 1894 e explorou o interior da ilha de Candia, como as montanhas Ida, as montanhas Dikti e o ao sul da planície de Messara. Ele ganhou conhecimento de mais de vinte cidades antigas e adquiriu objetos do período minoico, como pedras de foca, joias e impressões de hieróglifos cretenses dos habitantes. Entre a população rural, principalmente mães jovens, por exemplo, pedras de foca minoicas perfuradas em fitas eram usadas ao redor de seus pescoços, chamadas de "pedras de leite" e às quais eram atribuídos poderes mágicos. Evans também descobriu outro tipo de personagem que parecia letras em gemas e fragmentos de cerâmica.
De 1895 a 1900, Evans comprou um terreno na colina Kephala ao sul de Candia (Heraklion), onde, em sua opinião, estavam localizadas as ruínas de Knossos, já mencionadas por Homero. Fragmentos de estuque pintado, cacos de cerâmica, um anel de ouro e uma vasilha de esteatita já haviam sido encontrados ali. Mesmo antes de Evans, os cretenses Minos Kalokairinos descobriram grandes barris de argila entre as paredes de pedra do Kephala e o jornalista americano William J. Stillman encontrou marcas de pedreiras antigos ali. Em 23 de março de 1900, Evans começou as escavações e contratou 30, mais tarde 100 trabalhadores às suas próprias custas. Os homens descobriram um palácio magnífico com numerosos afrescos, que Evans atribuiu ao mítico Rei Minos. Posteriormente, Evans fez com que partes das ruínas fossem "reconstruídas" em edifícios (isto é, adicionando construções à forma que ele acreditava ser a "original"), o que causou muitas críticas. Emile Gilliéron desempenhou junto com seu filho Emile (1885-1939) um papel importante na restauração (portanto "artisticamente muito livre") de afrescos e outros achados em Knossos Creta para Arthur Evans.
Evans expôs achados de Knossos em Londres em 1903 e ganhou reconhecimento por eles. Em 1911, o rei britânico George V o nomeou cavaleiro. Até 1935, Evans dirigiu as escavações em Creta. No mesmo ano, ele completou seu trabalho científico de seis partes sobre suas descobertas ("O Palácio de Minos", 1921-35; em 1936, um volume de índice de Joan Evans se seguiu). Ele morreu em 1941, logo após seu 90º aniversário.
Ao contrário da visão de hoje, Evans interpretou a alta cultura minóica como uma cultura independente criada sem influências externas.

## Outras menções honrosas
Evans foi aceito como membro ("Fellow") da Royal Society em 1901, que em 1936 lhe concedeu a Medalha Copley. Ele foi membro da Academia Britânica e da Sociedade para a Promoção de Estudos Helênicos e da Sociedade Filosófica Americana, um membro honorário do Instituto Arqueológico Alemão, membro correspondente da Académie des Inscriptions et Belles-Lettres e membro de muitas outras associações científicas. Em 1970, a cratera de Evans na parte de trás da lua foi nomeada em sua homenagem.

## Coleção de moedas
O pai de Evan já colecionava moedas romanas e celtas e foi presidente da Royal Numismatic Society por 34 anos. Evans estava inicialmente interessado em moedas da Magna Grécia, que ele leiloou sob um pseudônimo na Sotheby's em Londres em 1898, já que era diretor do Museu Ashmolean e por meio de seu estudo pioneiro da cunhagem da antiga cidade de Tarentum já era bem conhecido nos círculos de moedas. Após a morte de seu pai, leiloou partes da coleção herdada em Paris em 1909, mas expandiu continuamente sua coleção para incluir peças historicamente importantes e raras de boa qualidade do Império Romano. Em particular, sua coleção continha mais de 80 medalhões romanos. Como seu pai, Evans foi membro da Royal Numismatic Society e seu presidente de 1914 a 1919. Em 1922 e 1934 Evans vendeu partes significativas de sua coleção na casa de leilões Naville and Ars Clássica em Genebra. Em seu testamento, Evans legou sua coleção de cerca de dez mil moedas ao Museu Ashmoleano. Durante sua vida, ele já havia doado as suas coleções parciais nas moedas de Creta e dos Bálcãs. A Coleção Arthur Evans ainda é considerada uma das coleções de moedas mais renomadas do século XX.

## Publicações
- Evans, Arthur John (1871). «On a hoard of coins found at Oxford, with some remarks on the coinage of the first three Edwards». Numismatic Chronicle. New Series (11): 260–282
- —— (1876). Through Bosnia and the Herzegóvina on foot during the insurrection, August and September 1875; with an historical review of Bosnia and a glimpse at the Croats, Slavonians, and the ancient republic of Ragusa. London: Longmans, Greens and Co. arthur john evans.
- —— (1877). Through Bosnia and the Herzegdvina on foot, during the insurrection, August and September 1875, with an historical review of Bosnia, and a glimpse at the Croats, Slavonians, and the ancient republic of Ragusa 2nd ed. London: Longmans, Green and Co
- —— (1878). Illyrian letters: a revised selection of correspondence from the llllyrian provinces of Bosnia, Herzegdvina, Montenegro, Albania, Dalmatia, Croatia and Slavonia during the troubled year 1877. London: Longmans, Green and Co
- —— (1883). Antiquarian researches in Illyricum. (Parts I and II). From The Archaeologia Vol. XLVIII. Westminster: Nichols and Sons
- —— (1884). The Ashmolean museum as a home of archæology in Oxford: an inaugural lecture given in the Ashmolean Museum, November 20, 1884. Oxford: Parker & Co
- —— (1885). «Antiquarian researches in Illyricum, Parts III, IV». London. Archaeologia. XLIX: 1–167
- —— (1886). «Megalithic Monuments in their Sepulchral Relation». Manchester: A. Ireland Co., Printers. Transactions of the Lancashire and Cheshire Antiquarian Society. III, 1885
- —— (1889). «The "horsemen" of Tarentum. A contribution towards the numismatic history of Great Greece. Including an essay on artists', engravers', and magistrates' signatures». Numismatic Chronicle. 3rd Series. 9
- —— (1890). «On a Late-Celtic urn-field at Aylesford, Kent, and on the Gaulish, Illyro-Italic, and Classical connexions of the forms of pottery and bronzework there discovered». Archaeologia. 52 (2): 315–88. doi:10.1017/S0261340900007591
- —— (1892). Syracusan "medallions" and their engravers in the light of recent finds, with observations on the chronology and historical occasions of the Syracusan coin-types of the fifth and fourth centuries B.C. And an essay on some new artists' signatures on Sicilian coins (reprinted from the Numismatic Chronicle of 1890 and 1891). London: Bernard Quaritch
- —— (1894). «Primitive Pictographs and Script from Crete and the Peloponnese». The Journal of Hellenic Studies. XIV: 270–372. JSTOR 623973. doi:10.2307/623973
- —— (1895). Cretan pictographs and prae-Phoenician script: with an account of a sepulchral deposit at Hagios Onouphrios near Phaestos in its relation to primitive Cretan and Aegean culture. London: Bernard Quaritch
- —— (1898). Letters from Crete. Repr. from the "Manchester Guardian" of May 24, 25, and June 13, with notes on some official replies to questions asked with reference to the above in the House of Commons. Oxford: Hart
- —— (1901A). «The Mycenaean Pillar Cult and its Mediterranean Relations with Illustrations from Recent Cretan Finds». The Journal of Hellenic Studies. 21: 99–204. JSTOR 623870. doi:10.2307/623870. hdl:2027/uva.x000381934. Consultado em 8 de setembro de 2017. Cópia arquivada em 7 de março de 2016
- —— (1901B). «Minoan Civilization at the Palace of Knosses» (PDF). Monthly Review. Consultado em 26 de abril de 2012. Cópia arquivada (PDF) em 16 de junho de 2013
- —— (1906A) [1905]. Essai de classification des Époques de la civilization minoenne: résumé d'un discours fait au Congrès d'Archéologie à Athènes Revised ed. London: B. Quaritch
- —— (1906B). «The prehistoric tombs of Knossos: I. The cemetery of Zapher Papoura, with a comparative note on a chamber-tomb at Milatos. II. The Royal Tomb at Isopata». London: B. Quaritch. Archaeologia. 59: 391–562. doi:10.1017/S0261340900027612
- —— (1909). Scripta Minoa: The Written Documents of Minoan Crete: with Special Reference to the Archives of Knossos. I: The Hieroglyphic and Primitive Linear Classes: with an account of the discovery of the pre-Phoenician scripts, their place in the Minoan story and their Mediterranean relatives: with plates, tables and figures in the text. Oxford: Clarendon Press
- —— (1912). «The Minoan and Mycenaean Element in Hellenic Life». The Journal of Hellenic Studies. 32: 277–287. JSTOR 624176. doi:10.2307/624176
- —— (1914). «The 'Tomb of the Double Axes' and Associated Group, and the Pillar Rooms and Ritual Vessels of the 'Little Palace' at Knossos». Archaeologia. 65: 1–94. doi:10.1017/S0261340900010833
- ——. The Palace of Minos: a comparative account of the successive stages of the early Cretan civilization as illustrated by the discoveries at Knossos (1921, 1928A, 1928B, 1930, 1935A, 1935B, 1936). London: MacMillan and Co; Online by Ruprecht-Karls-Universität Heidelberg. Consultado em 27 de abril de 2012. Cópia arquivada em 16 de fevereiro de 2012 [Volume 1, Volume 2 Parts 1&2, Volume 3, Volume 4 Parts 1&2, Index by Joan Evans].
  - —— (1921). PM. I: The Neolithic and Early and Middle Minoan Ages. [S.l.: s.n.] Cópia arquivada em 6 de janeiro de 2013
  - —— (1928A). PM. II Part I: Fresh lights on origins and external relations: the restoration in town and palace after seismic catastrophe towards close of M. M. III and the beginnings of the New Era. [S.l.: s.n.] Cópia arquivada em 6 de janeiro de 2013
  - —— (1928B). PM. II Part II: Town-Houses in Knossos of the New Era and restored West Palace Section, with its state approach. [S.l.: s.n.] Cópia arquivada em 6 de janeiro de 2013
  - —— (1930). PM. III: The great transitional age in the northern and eastern sections of the Palace: the most brilliant record of Minoan art and the evidences of an advanced religion. [S.l.: s.n.] Cópia arquivada em 6 de janeiro de 2013
  - —— (1935A). PM. IV Part I: Emergence of outer western enceinte, with new illustrations, artistic and religious, of the Middle Minoan Phase; Chryselephantine "Lady of Sports", "Snake Room" and full story of the cult Late Minoan ceramic evolution and "Palace Style". [S.l.: s.n.] Cópia arquivada em 6 de janeiro de 2013
  - —— (1935B). PM. IV Part II: Camp-stool Fresco, long-robed priests and beneficent genii ; Chryselephantine Boy-God and ritual hair-offering ; Intaglio Types, M.M. III – L. M. II, late hoards of sealings, deposits of inscribed tablets and the palace stores ; Linear Script B and its mainland extension, Closing Palatial Phase ; Room of Throne and final catastrophe. [S.l.: s.n.] Cópia arquivada em 6 de janeiro de 2013
  - Evans, Joan (1936). PM. Index to the Palace of Minos. [S.l.: s.n.] Cópia arquivada em 6 de janeiro de 2013
- —— (1925). ʻThe ring of Nestor;̓ a glimpse into the Minoan after-world, and a sepulchral treasure of gold signet-rings and bead-seals from Thisbê, Boeotia. London: Macmillan and Co
- —— (1929). The shaft graves and bee-hive tombs of Mycenae and their interrelation (PDF). London: MacMillan and Co. Cópia arquivada (PDF) em 20 de setembro de 2011
- —— (1933). Jarn Mound, with its panorama and wild garden of British plants. Oxford: J. Vincent
- —— (1952). Scripta Minoa: The Written Documents of Minoan Crete: with special reference to the archives of Knossos. II: The Archives of Knossos: clay tablets inscribed in linear script B: edited from notes, and supplemented by John L. Myres. Oxford: Clarendon Press